# 逆转录病毒目
逆转录病毒目（学名：Ortervirales）是逆转录病毒纲下的一个目。

## 下属分类
本目包括以下科：
- Belpaoviridae
- 花椰菜病毒科 Caulimoviridae
- 轉座病毒科 Metaviridae
- 假病毒科 Pseudoviridae
- 逆转录病毒 Retroviridae